# Sinner (album de Joan Jett)
Pour les articles homonymes, voir Sinner.
Albums de Joan Jett and the Blackhearts
Naked
(2004)
Sinner est la version américaine de l'album Naked de Joan Jett and the Blackhearts sorti le 13 juin 2006.

## Liste des chansons
| No  | Titre            | Durée |
| --- | ---------------- | ----- |
| 1.  | Riddles          | 4:01  |
| 2.  | A.C.D.C.         | 3:20  |
| 3.  | Five             | 5:14  |
| 4.  | Naked            | 3:51  |
| 5.  | Everyone Knows   | 3:13  |
| 6.  | Change the World | 3:07  |
| 7.  | Androgynous      | 3:08  |
| 8.  | Fetish           | 3:23  |
| 9.  | Watersign        | 3:10  |
| 10. | Tube Talkin      | 3:37  |
| 11. | Turn It Around   | 3:44  |
| 12. | Baby Blue        | 4:06  |
| 13. | A 100 Feet Away  | 2:33  |
| 14. | Bad Time         | 5:01  |